# 莫納威利 (夏威夷州)
莫納威利（英語：Maunawili）是位於美國夏威夷州檀香山縣的一個人口普查指定地區。

## 地理
莫納威利的座標為21°22′36″N 158°45′37″W / 21.37667°N 158.76028°W，而該地最高點為海拔高度21米（即69英尺）。

## 人口
根據2010年美國人口普查的數據，莫納威利的面積為4.80平方千米，均為陸地。當地共有人口2040人，而人口密度為每平方千米425人。